# Siculifer bilineatus
Siculifer bilineatus är en fjärilsart som beskrevs av George Francis Hampson 1896. Siculifer bilineatus ingår i släktet Siculifer och familjen björnspinnare. Inga underarter finns listade i Catalogue of Life.